# Sordaria destruens
Sordaria destruens är en svampart som först beskrevs av Cornelius Lott Shear, och fick sitt nu gällande namn av Hawker 1951. Sordaria destruens ingår i släktet Sordaria och familjen Sordariaceae.   Inga underarter finns listade i Catalogue of Life.